# ハッピーエンドへの期待は
『ハッピーエンドへの期待は』（ハッピーエンドへのきたいは）は、日本のバンド・マカロニえんぴつのメジャー1作目（通算3作目）のオリジナルアルバムである。

## 解説
前作『愛を知らずに魔法は使えない』より約1年2か月ぶりのリリースとなり、フルアルバムのリリースは『hope』以来約2年ぶりとなる。
表題曲は12月22日に先行配信され、同日ミュージックビデオが公開された。
前作にも収録されている「生きるをする」「mother」、前作以降にリリースされたシングル曲、田辺由明作曲の「TONTTU」やDISH//に提供した「僕らが強く。」のセルフカバーなど全14曲が収録されている。

## 収録内容
| #         | タイトル                     | 作詞               | 作曲               | 編曲             | 時間  |
| --------- | ---------------------------- | ------------------ | ------------------ | ---------------- | ----- |
| 1.        | 「ハッピーエンドへの期待は」 | はっとり           | はっとり           | マカロニえんぴつ | 3:32  |
| 2.        | 「生きるをする」             | はっとり           | はっとり           | マカロニえんぴつ | 3:57  |
| 3.        | 「八月の陽炎」               | はっとり           | はっとり           | マカロニえんぴつ | 3:45  |
| 4.        | 「好きだった（はずだった）」 | はっとり           | 田辺由明           | マカロニえんぴつ | 3:35  |
| 5.        | 「メレンゲ」                 | はっとり           | はっとり           | マカロニえんぴつ | 3:57  |
| 6.        | 「はしりがき」               | はっとり           | はっとり           | マカロニえんぴつ | 3:13  |
| 7.        | 「キスをしよう」             | はっとり           | はっとり           |                  | 3:55  |
| 8.        | 「トマソン」                 | はっとり           | 高野賢也           | マカロニえんぴつ | 4:20  |
| 9.        | 「裸の旅人」                 | はっとり           | はっとり           | マカロニえんぴつ | 3:33  |
| 10.       | 「TONTTU」                   | はっとり、田辺由明 | 田辺由明、はっとり | マカロニえんぴつ | 5:04  |
| 11.       | 「ワルツのレター」           | はっとり           | 長谷川大喜         | マカロニえんぴつ | 3:46  |
| 12.       | 「なんでもないよ、」         | はっとり           | はっとり           | マカロニえんぴつ | 3:39  |
| 13.       | 「僕らが強く。」             | はっとり           | はっとり           | マカロニえんぴつ | 4:44  |
| 14.       | 「mother」                   | はっとり           | はっとり           | マカロニえんぴつ | 3:35  |
| 合計時間: | 合計時間:                    | 合計時間:          | 合計時間:          | 合計時間:        | 54:35 |

### Blu-ray・DVD
「マカロックツアーvol.11 〜いま会いに行くをする篇〜 」2021年5月23日 横浜アリーナ公演 ライブ映像
1. 生きるをする
2. 遠心
3. 眺めがいいね
4. 溶けない
5. 恋人ごっこ
6. STAY with ME
7. 春の嵐
8. mother
9. メレンゲ
10. 八月の陽炎
11. ルート16
12. ノンシュガー
13. ブルーベリー・ナイツ
14. カーペット夜想曲
15. ミスター・ブルースカイ
16. はしりがき

「マカロックツアーEXTRA in 春日部 ～しんちゃんも遊びに来るゾ！オラたちとおしり合いになってクレヨン♡篇～」
1. はしりがき
2. レモンパイ
3. オラはにんきもの

「ハッピーエンドへの期待は」発売記念 『逆境を乗り越えてハッピーエンドになれ！』

## タイアップ
| 曲順 | 曲名                     | タイアップ                                                      |
| ---- | ------------------------ | --------------------------------------------------------------- |
| #1   | ハッピーエンドへの期待は | 映画 『明け方の若者たち』主題歌                                 |
| #2   | 生きるをする             | テレビ東京系『ドラゴンクエスト ダイの大冒険』OP                 |
| #3   | 八月の陽炎               | 大正製薬「コパトーン」CMソング                                  |
| #4   | 好きだった（はずだった） | TBS系『王様のブランチ』テーマソング                             |
| #5   | メレンゲ                 | JR SKISKI 2020-2021 キャンペーンテーマソング                    |
| #6   | はしりがき               | 映画『クレヨンしんちゃん 謎メキ!花の天カス学園』主題歌          |
| #8   | トマソン                 | ブルボン「濃厚チョコブラウニー」CMソング                        |
| #9   | 裸の旅人                 | Coleman WEB CM「灯そう」テーマソング                            |
| #11  | ワルツのレター           | TBS系『news23』エンディングテーマ                               |
| #14  | mother                   | テレビ東京系『ドラゴンクエスト ダイの大冒険』エンディングテーマ |

## チャート成績
| チャート (2022年)       | 最高位 |
| ----------------------- | ------ |
| 日本 (オリコン)         | 8      |
| 日本 (Download Albums)  | 8      |
| 日本 (Hot Albums)       | 7      |
| 日本 (Top Albums Sales) | 7      |